# بخش ریچلند (شهرستان دیفاینس، اوهایو)
بخش ریچلند (به انگلیسی: Richland Township) یک منطقهٔ مسکونی در ایالات متحده آمریکا است که در شهرستان دفیانس، اوهایو واقع شده‌است.
 بخش ریچلند ۹۲٫۷ کیلومتر مربع مساحت و ۲٬۹۲۰ نفر جمعیت دارد و ۲۲۱ متر بالاتر از سطح دریا واقع شده‌است.